# Xenochromis hecqui
Xenochromis hecqui Boulenger, 1899, unica specie del genere Xenochromis, è un pesce d'acqua dolce appartenente alla famiglia Cichlidae, sottofamiglia Pseudocrenilabrinae.

## Distribuzione e habitat
Questa specie è endemica del lago Tanganica (Africa orientale).

## Descrizione
Presenta un corpo allungato, compresso ai fianchi ma non alto. La pinna dorsale è allungata, retta da spine robuste, così come l'anale, che è più corta: entrambe hanno termine filiforme. Le pinne pettorali sono allungate, così come le ventrali, la pinna caudale è a delta, coi vertici allungati. La livrea prevede un colore di base grigio-azzurro leggermente striato orizzontalmente di giallo, con ventre bianco argenteo. Sull'opercolo branchiale è presente un ocello nero, così come nere sono due chiazze irregolari sul dorso, alla base della pinna dorsale. 

Le dimensioni si attestano su una lunghezza massima di 30 cm.

## Biologia
X. hecqui è specie lepidofaga, si nutre prevalentemente di scaglie di altri pesci: le sue prede preferite risultano le specie appartenenti al genere Bathybates.

## Pesca
Questa specie è oggetto di pesca delle popolazioni locali per l'alimentazione umana.

## Acquariofilia
L'allevamento in acquario, sebbene difficile per alimentazione e dimensioni, è possibile e documentato.